# 만화 잡지
만화 잡지(漫畵雜誌)는 만화의 게재를 목적으로 하는 잡지이다.

## 나라별 만화 잡지

### 일본
일본의 만화 잡지는 대상 구독자 층에 맞추어 소년 만화 잡지, 소녀 만화 잡지, 청년 만화 잡지, 여성 만화 잡지, 성년 만화 잡지 등으로 구분된다.

### 대한민국
1990년대 초기, 《아이큐 점프》, 《소년 챔프》, 《찬스》와 같은 만화 잡지는 1990년대 중반까지 전성기였다. 하지만, 1990년대 중후반으로 가면서 만화 잡지는 쇠퇴기로 접어들었다. 대한민국의 만화 잡지 시장이 쇠퇴한 이유는, 청소년보호법 제정, IMF 사태 등이 있다.

## 같이 보기
- 카툰 (만화)
- 가장 많이 팔린 일본 만화 목록
- 웹 만화